# (4254) Kamél
(4254) Kamél es un asteroide perteneciente al cinturón de asteroides, descubierto el 24 de octubre de 1985 por Claes-Ingvar Lagerkvist desde el Observatorio de Kvistaberg, Uppsala, Suecia

## Designación y nombre
Designado provisionalmente como 1985 UT3. Fue nombrado Kamél en honor al astrónomo sueco Lars Kamel.